# Austeritate
Austeritatea este un ansamblu de politici politico-economice care au ca scop reducerea deficitelor bugetare guvernamentale prin reducerea cheltuielilor, creșterea impozitelor sau o combinație a ambelor. Măsurile de austeritate sunt utilizate de guverne cărora le este dificil să-și plătească datoriile. Măsurile sunt menite să reducă deficitul bugetar prin apropierea veniturilor guvernului de cheltuieli, ceea ce se presupune că va facilita plata datoriei. Măsurile de austeritate demonstrează, de asemenea, disciplina fiscală a guvernului în ceea ce privește creditorii și agențiile de rating.
În majoritatea modelelor macroeconomice, politicile de austeritate cresc în general șomajul pe măsură ce cheltuielile guvernamentale scad.
Atunci când o economie funcționează la o capacitate aproape sau aproape, cheltuielile cu un deficit mai mare pe termen scurt (stimul) pot determina creșterea ratelor dobânzii, ceea ce duce la o reducere a investițiilor private, ceea ce la rândul său reduce creșterea economică. În cazul în care există o capacitate excesivă, stimulul poate duce la o creștere a ocupării forței de muncă și a producției.

## Justificare
Măsurile de austeritate sunt de obicei urmate dacă există o amenințare că un guvern nu își poate respecta obligațiile legate de datorii. Acest lucru poate apărea atunci când un guvern a împrumutat în monede străine (că nu are dreptul să emită) sau dacă i s-a interzis legal emiterea propriei monede.
Într-o astfel de situație, băncile și investitorii își pot pierde încrederea în capacitatea sau disponibilitatea de plată a unui guvern și fie refuză să depășească datoriile existente, fie cer rate de dobândă extrem de mari. Instituțiile financiare internaționale, cum ar fi Fondul Monetar Internațional (FMI), pot solicita măsuri de austeritate în cadrul programelor de ajustare structurală atunci când acționează ca creditor de ultimă soluție.
Politicile de austeritate pot, de asemenea, să apeleze la clasa mai bogată de creditori, care preferă inflația scăzută și probabilitatea mai mare de rambursare a titlurilor de stat de către guverne mai puțin defavorizate.
Mai recent, austeritatea a fost urmărită după ce guvernele au devenit foarte îndatorate prin asumarea datoriilor private în urma crizelor bancare.
Potrivit lui Mark Blyth, conceptul de austeritate a apărut în secolul XX, când marile state au achiziționat bugete considerabile. Cu toate acestea, Blyth susține că teoriile și sensibilitățile cu privire la rolul piețelor de stat și capitaliste care subliniază austeritatea au apărut începând cu secolul al XVII-lea. Austeritatea este întemeiată în concepția liberalismului economic asupra statului și a datoriei suverane ca fiind profund problematică.
Blyth urmărește discursul austerității ce revene la teoria lui John Locke despre proprietatea privată și teoria derivatelor a statului, ideile lui David Hume despre bani și virtutea comercianților și teoriile lui Adam Smith privind creșterea economică și impozite. Pe baza ideilor liberale clasice, austeritatea a apărut ca o doctrină a neoliberalismului în secolul XX.
Economistul David M. Kotz sugerează că punerea în aplicare a măsurilor de austeritate în urma crizei financiare din 2007-2008 a fost o încercare de a păstra modelul capitalist neoliberal.

## Încadrarea dezbaterii în jurul austerității
Mulți cercetători au susținut că modul în care se încadrează dezbaterea în jurul austerității are un impact puternic asupra viziunii austerității în ochiul public și asupra modului în care publicul înțelege macroeconomia în ansamblu. Wren-Lewis, de exemplu, a inventat termenul „mediamacro”, care se referă la "rolul mass-mediei care reproduce forme deosebit de corozive de analfabetism economic - din care ideea că deficiențele sunt ipso facto „rău” este un exemplu puternic."
Acest lucru poate merge până la ignorarea tuturor economiștilor, în general. Însă se manifestă adesea ca o acțiune în care o minoritate de economiști ale căror idei despre austeritate au fost temeinic debordate au fost împinse în față pentru a justifica politica publică, precum în cazul lui Alberto Alesina (2009), ale cărei acțiuni de austeritate au fost „debranșate complet de către economiștii, FMI și Centrul pentru priorități bugetare și politice (CBPP)”.
Alți economiști anti-austeritate, cum ar fi Seymour, au susținut că dezbaterea trebuie reînnoită ca o mișcare socială și de clasă, iar impactul acesteia este judecat în consecință, întrucât navele de stat sunt privite drept obiectivul principal.
Mai mult, critici precum Major au evidențiat modul în care OCDE și organizațiile financiare internaționale asociate au încadrat dezbaterea pentru a promova austeritatea, de exemplu, conceptul de „inflație salarială”, care ignoră rolul jucat de profitarea companiilor private și caută de a acuza inflația asupra salariilor fiind prea mare. În termeni de profan, dacă o pâine costă 1 GBP în 2014 și salariul minim / mediu crește, de asemenea, companiile își dau seama că pot obține mai mult vânzarea aceleiași pâini de 1,20 lire sterline, creând inflație care devalorizează moneda; OCDE a ales să privească salariile ca fiind cauza, mai degrabă decât companiile care doresc să obțină profit. Acest lucru pune accentul pe „echilibrul finanțelor” și ignoră rolul jucat de interesele private care pot fi evitate complet, dar este folosit pentru a justifica măsurile de austeritate și transferul datoriilor în clasa muncitoare și se leagă în mare măsură de discreditat teoria „economiei”. Încadrarea dezbaterii în acest fel și ignorarea echilibrului dintre obligațiuni, impozitare, ratele dobânzii și inflația pe care guvernul le poate manipula și controla, duce la afirmații false și economie simplificată care combină bugetul gospodăriei cu o economie națională, rezultând o echivalență în totalitate falsă.

## Considerații empirice

### Europa

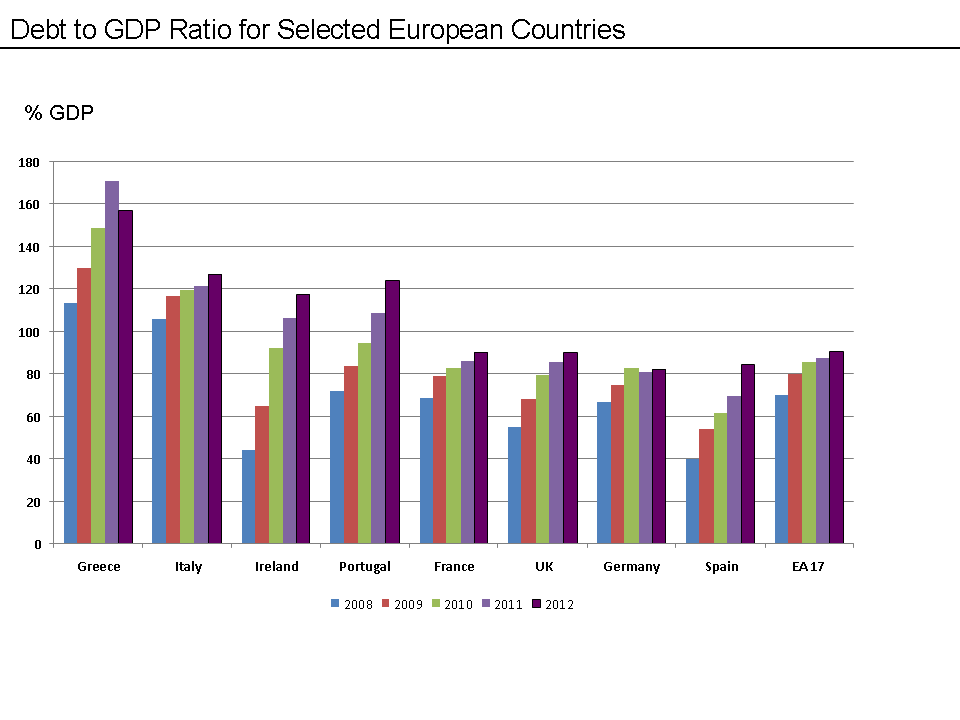
Datoria publică în raport cu PIB-ul pentru anumite țări europene - 2008 - 2012. Date sursă: Eurostat

Un obiectiv tipic al austerității este reducerea deficitului bugetar anual fără sacrificarea creșterii. În timp, aceasta poate reduce sarcina globală a datoriei, adesea măsurată ca raportul dintre datoria publică și PIB.

#### Zona Euro
În timpul crizei datoriilor europene, multe țări s-au angajat în programe de austeritate, reducând deficitele bugetare în raport cu PIB-ul din 2010 până în 2011.
Conform CIA World Factbook, Grecia și-a redus deficitul bugetar de la 10,4% din PIB în 2010 la 9,6% în 2011. Islanda, Italia, Irlanda, Portugalia, Franța și Spania au scăzut, de asemenea, deficitul bugetar din 2010 până în 2011 față de PIB, dar politica de austeritate a zonei euro realizează nu numai reducerea deficitelor bugetare. Scopul consolidării economice influențează dezvoltarea viitoare a modelului social european.